# Khānīk
Khānīk (persiska: Yegī, یگی, خانیک) är en ort i Iran.   Den ligger i provinsen Khorasan, i den nordöstra delen av landet, 600 km öster om huvudstaden Teheran. Khānīk ligger 1 309 meter över havet och antalet invånare är 180.
Terrängen runt Khānīk är kuperad österut, men västerut är den bergig.Runt Khānīk är det mycket glesbefolkat, med 5 invånare per kvadratkilometer. Närmaste större samhälle är Eresk, 16,5 km sydost om Khānīk. Trakten runt Khānīk är ofruktbar med lite eller ingen växtlighet.